# Az MTA Elhunyt Tagjai Fölött Tartott Emlékbeszédek
A Magyar Tudományos Akadémia elhunyt tagjai fölött tartott emlékbeszédek a Magyar Tudományos Akadémia sorozata volt.
A sorozat 24 kötete 1883–1947 között jelent meg és a Magyar Tudományos Akadémián elhangzott emlékbeszédeket tartalmazta. Az első kötet első füzete Korponay János levelező tagról, a legutolsó kötet utolsó füzete Marczali Henrik levelező tagról emlékezett meg. A sorozatot a Magyar Tudományos Akadémia adta ki, az éppen hivatalban lévő főtitkár szerkesztésével.

## Digitális elérhetőség
- REAL-EOD
- Arcanum (fizetős)

## Tartalom
- 1.1. 1882.:  Emlékbeszéd Korponay János levelező tag fölött Kápolnai Pauer István levelező tagtól, 12 oldal
- 1.2. 1882.:  Emlékbeszéd Dr. Suhayda János levelező tag fölött Dr. Konek Sándor rendes tagtól, 21 oldal
- 1.3. 1882.:  Emlékbeszéd Morócz István levelező tag felett Galgóczy Károly levelező tagtól, 16 oldal
- 1.4. 1882.:  Emlékbeszéd Révész Imre levelező tag felett Ballagi Mór rendes tagtól, 30 oldal
- 1.5. 1882.:  Emlékbeszéd Broca Pál külső tag felett Lenhossék József rendes tagtól, 52 oldal
- 1.6. 1882.:  Emlékbeszéd Asbóth Lajos levelező tag felett Kápolnai Pauer István levelező tagtól, 18 oldal
- 1.7. 1883.:  Emlékbeszéd Ami Boué külső tag felett Dr. Szabó József rendes tagtól, 16 oldal
- 1.8. 1883.:  Emlékbeszéd Fabritius Károly levelező tag fölött Kozma Ferenc levelező tagtól 59 oldal
- 1.9. 1883.:  Jerney János emlékezete Gyárfás István levelező tagtól, 36 oldal
- 1.10 1884.:  Emlékbeszéd Mihályi Károly levelező tag felett Domanovszky Endre levelező tagtól 22 oldal

- 2.1. 1884.:  Emlékbeszéd Molnár Aladár levelező tag felett Tanárky Gedeon levelező tagtól, 32 oldal
- 2.2. 1884.:  Emlékbeszéd Árkosi Benkő Dániel levelező tag felett Galgóczy Károly levelező tagtól, 12 oldal
- 2.3. 1884.:  Mailáth György emlékezete Gróf Szécsen Antal tiszteleti tagtól, 19 oldal
- 2.4. 1884.:  Emlékbeszéd Charles Robert Darwin a M. T. Akadémia külső tagja felett Margó Tivadar rendes tagtól, 60 oldal
- 2.5. 1884.:  Emlékbeszéd Wöhler Frigyes a M. T. Akadémia külső tagja felett Nendtvich Károly rendes tagtól, 39 oldal
- 2.6. 1884.:  Emlékbeszéd Érkövy Adolf levelező tag felett Galgóczy Károly levelező tagtól, 17 oldal
- 2.7. 1884.:  Emlékbeszéd Zsivora György felett Tóth Lőrincz rendes tagtól, 35 oldal
- 2.8. 1884.:  Emlékbeszéd Dr. Fenzl Ede(wd) külső tag felett Dr. Haynald Lajos igazgatósági s tiszteleti tagtól, 39 oldal
- 2.9. 1885.:  Emlékbeszéd Sainte-Clare Deville H. felett Than Károly rendes tagtól, 22 oldal
- 2.10. 1885.:  Emlékbeszéd Mignet Ferencz külső tag felett Trefort Ágoston igazgatósági s tiszteleti tagtól, 14 oldal

- 3.1. 1885.:  Emlékbeszéd Tarczy Lajos rendes tag felett Török József rendes tagtól, 11 oldal
- 3.2. 1885.:  Emlékbeszéd Thiers Lajos Adolf külső tagja felett Trefort Ágoston igazgatósági és tiszteleti tagtól, 15 oldal
- 3.3. 1885.:  Emlékbeszéd Lönnrot Illés külső tag felett Hunfalvy Pál rendes tagtól, 32 oldal
- 3.4. 1885.:  Emlékbeszéd Baintner János levelező tag felett Apáthy István rendes tagtól, 13 oldal
- 3.5. 1885.:  Emlékbeszéd Guizot Ferencz külső tag felett Trefort Ágoston tiszteleti tagtól, 23 oldal
- 3.6. 1885.:  Emlékbeszéd Horváth Cyrill tiszteleti tag felett Dr. Pauer Imre levelező tagtól, 23 oldal
- 3.7. 1885.:  Emlékbeszéd Davis József Bernát külső tag felett Lenhossék József rendes tagtól, 40 oldal
- 3.8. 1885.:  Emlékbeszéd Vandrák András levelező tag felett Vécsey Tamás levelező tagtól, 29 oldal
- 3.9. 1885.:  Emlékbeszéd Konek Sándor tiszteleti tag felett Kautz Gyula rendes tagtól, 18 oldal
- 3.10. 1885.:  Emlékbeszéd Dr Kruesz Károly Krizosztom tiszteleti tag felett Dr. Hollósy Jusztinián levelező tagtól, 20 oldal

- 4.1. 1886.:  Emlékbeszéd Zsoldos Ignácz rendes tag felett Tóth Lőrincz rendes tagtól, 55 oldal
- 4.2. 1887.:  Emlékbeszéd Benfey Tivadar(wd) külső tag felett Budenz József rendes tagtól, 18 oldal
- 4.3. 1887.:  Emlékbeszéd Frankenburg Adolf levelező tag felett Vadnai Károly levelező tagtól, 26 oldal
- 4.4. 1887.:  Emlékbeszéd Tárkányi Béla József tiszteleti tag felett Szvorényi József tiszteleti tagtól, 47 oldal
- 4.5. 1887.:  Emlékbeszéd Dr. Henle Jakab(wd) külső tag felett Dr. Mihalkovics Géza rendes tagtól, 37 oldal
- 4.6. 1887.:  Emlékbeszéd Pompéry János levelező tag felett Joannovics György tiszteleti tagtól, 21 oldal
- 4.7. 1887.:  Emlékbeszéd Gyárfás István levelező tag felett Szilágyi Sándor rendes tagtól, 18 oldal
- 4.8. 1887.:  Emlékbeszéd Kovács Pál levelező tag felett Vadnai Károly levelező tagtól, 22 oldal
- 4.9. 1887.:  Emlékbeszéd Ladányi Gedeon levelező tag felett Szabó Károly rendes tagtól, 14 oldal
- 4.10. 1887.:  Emlékbeszéd Korizmics László tiszteleti tag felett Galgóczy Károly levelező tagtól, 22 oldal

- 5.1. 1888.:  Emlékbeszéd Fábián Gábor rendes tag felett Zichy Antal tiszteleti tagtól, 23 oldal
- 5.2. 1888.:  Emlékbeszéd Tanárky Gedeon levelező tag felett. Tóth Lörincz rendes tagtól, 66 oldal
- 5.3. 1888.:  Emlékbeszéd Dr. Zlamál Vilmos levelező tag felett Galgóczy Károly levelező tagtól, 10 oldal
- 5.4. 1889.:  Emlékbeszéd Fleischer Leberecht Henrik külső tag felett Goldziher Ignácz levelező tagtól, 44 oldal
- 5.5. 1889.:  Emlékbeszéd Hornyik János levelező tag felett Szilágyi Sándor rendes tagtól, 28 oldal
- 5.6. 1889.:  Emlékbeszéd Reichardt Henrik Vilmos(wd) felett Kanitz Ágost levelező tagtól, 28 oldal
- 5.7. 1889.:  Emlékbeszéd Boissier Péter Edmund(wd) külső tag felett Dr. Haynald Lajos tiszteleti tagtól, 23 oldal
- 5.8. 1889.:  Emlékbeszéd Greguss Ágost rendes tag felett Bánóczi József levelező tagtól, 23 oldal
- 5.9. 1889.:  Emlékbeszéd Grote Arthur(wd) külső tag felett Dr. Duka Tivadar levelező tagtól, 18 oldal
- 5.10. 1889.:  Emlékbeszéd Dr. Muraközi Rózsay József külső tag felett Dr. Batizfalvy Sámuel levelező tagtól, 26 oldal

- 6.1. 1889.:  Emlékbeszéd Petzval Ottó rendes tag felett Kondor Gusztáv levelező tagtól, 8 oldal
- 6.2. 1889.:  Emlékbeszéd Ökröss Bálint levelező tag felett Tóth Lőrincz rendes tagtól, 37 oldal
- 6.3. 1890.:  Hunfalvy János emlékezete Keleti Károly rendes tagtól, 40 oldal
- 6.4. 1890.:  Tóth Ágoston emlékezete Hollán Ernő tiszteleti tagtól, 24 oldal
- 6.5. 1890.:  Emlékbeszéd Oppolzer Tivadar(wd) külső tag felett Konkoly Miklós tiszteleti tagtól, 15 oldal
- 6.6. 1890.:  Emlékbeszéd Paúr Iván levelező tag felett Hampel József levelező tagtól, 27 oldal
- 6.7. 1890.:  Emlékbeszéd Pauer János levelező tag felett Dr. Czobor Béla levelező tagtól, 62 oldal
- 6.8. 1890.:  Emlékbeszéd Heer Oszwald(wd) külső tagról Klein Gyula levelező tagtól, 36 oldal
- 6.9. 1890.:  Emlékbeszéd Balogh Kálmán rendes tag felett Hőgyes Endre rendes tagtól, 67 oldal
- 6.10. 1890.:  Emlékbeszéd Pott Frigyes Ágoston külső tagról Pecz Vilmos levelező tagtól, 21 oldal
- 6.11. 1891.:  Emlékbeszéd Danielik János tiszteleti tagról Szvorényi József tiszteleti tagtól, 35 oldal
- 6.12. 1891.:  Emlékbeszéd Apáthy István rendes tagról Matlekovics Sándor levelező tagtól, 24 oldal
- 6.13. 1891.:  Emlékbeszéd Rómer F. Flóris rendes tagról Hampel József levelező tagtól, 64 oldal
- 6.14. 1891.:  Emlékbeszéd Zsigmondy Vilmos levelező tagról Péch Antal levelező tagtól, 28 oldal
- 6.15. 1891.:  Emlékbeszéd Rónay János Jáczint rendes tagról Pór Antal levelező tagtól, 39 oldal

- 7.1. 1891.:  Emlékbeszéd Pesty Frigyes rendes tagról Ortvay Tivadar levelező tagtól, 39 oldal
- 7.2. 1892.:  Emlékbeszéd Gorové István tiszteleti tagról György Endre levelező tagtól, 24 oldal
- 7.3. 1892.:  Emlékbeszéd Beöthy Leo levelező tagról György Endre levelező tagtól, 21 oldal
- 7.4. 1892.:  Emlékbeszéd Jendrássik Jenő rendes tagról Klug Nándor levelező tagtól, 19 oldal
- 7.5. 1892.:  Emlékbeszéd Rádzs Rádzsendralála Mitra(wd) külső tagról Duka Tivadar levelező tagtól, 39 oldal
- 7.6. 1892.:  Emlékbeszéd Kacskovics Lajos levelező tagról Nagy Iván rendes tagtól, 14 oldal
- 7.7. 1893.:  Emlékbeszéd Ballagi Mór rendes tagról Imre Sándor rendes tagtól, 59 oldal
- 7.8. 1893.:  Emlékbeszéd Dr Lenhossék József felett Dr Mihálkovics Géza rendes tagtól, 38 oldal
- 7.9. 1893.:  Emlékbeszéd Haán Lajos levelező tagról Zsilinszky Mihály levelező tagtól, 33 oldal
- 7.10. 1893.:  Emlékbeszéd Keleti Károly fölött Jekelfalussy József levelező tagtól, 38 oldal

- 8.1. 1893.:  Emlékbeszéd Szücs István levelező tag felett Ballagi Géza levelező tagtól, 36 oldal
- 8.2. 1894.:  Renan mint orientalista. Emlékbeszéd. (Írta: Goldziher Ignác). 100 oldal
- 8.3. 1894.:  Emlékbeszéd Pančić József(wd) külső tagról Kanitz Ágost levelező tagtól, 35 oldal
- 8.4. 1894.:  Emlékbeszéd Báró Kemény Gábor tiszteleti tagról György Endre levelező tagtól, 27 oldal
- 8.5. 1894.:  Emlékbeszéd Wenzel Gusztáv rendes tagról Vécsey Tamás rendes tagtól, 80 oldal
- 8.6. 1894.:  Emlékbeszéd Sir Richard Owen külső tagról Margó Tivadar tiszteleti tagtól, 48 oldal
- 8.7. 1894.:  Emlékbeszéd Vajkay Károly levelező tagról Tóth Lőrincz rendes tagtól, 36 oldal
- 8.8. 1895.:  Emlékbeszéd Grünwald Béla levelező tagról Láng Lajos rendes tagtól, 31 oldal
- 8.9. 1895.:  Emlékbeszéd Deák Farkas rendes tagról Báró Radvánszky Béla tiszteleti tagtól, 16 oldal
- 8.10. 1896.:  Emlékbeszéd Szabó Károly rendes tag felett Szilágyi Sándor rendes tagtól, 18 oldal
- 8.11. 1896.:  Emlékbeszéd Markusovszky Lajos tiszteleti tagról Dr. Hőgyes Endre rendes tagtól, 47 oldal
- 8.12. 1896.:  Emlékbeszéd Roscher Vilmos(wd) külső tagról Kautz Gyula igazgatósági és rendes tagtól, 79 oldal

- 9.1. 1897.:  Emlékbeszéd Cantù Çaesar külső tagról Óváry Lipót levelező tagtól, 21 oldal
- 9.2. 1897.:  Emlékbeszéd Dankó József levelező tagról Pór Antal rendes tagtól, 36 oldal
- 9.3. 1897.:  Emlékbeszéd Alsószopori Nagy Imre rendes tagról Fejérpataky László rendes tagtól, 24 oldal
- 9.4. 1898.:  Emlékbeszéd Ludwig Károly Frigyes Vilmos külső tagról Klug Nándor rendes tagtól, 26 oldal
- 9.5. 1898.:  Emlékbeszéd Kronecker Lipót külső tagról Rados Gusztáv levelező tagtól, 12 oldal
- 9.6. 1898.:  Emlékbeszéd Margó Tivadar tiszteleti tagról Entz Géza rendes tagtól, 31 oldal
- 9.7. 1898.:  Emlékbeszéd Gneist Rudolf külső tagról Concha Győző levelező tagtól, 45 oldal
- 9.8. 1898.:  Emlékbeszéd Du Bois-Reymond Emil(wd) külső tagról Thanhoffer Lajos rendes tagtól, 32 oldal
- 9.9. 1899.:  Emlékbeszéd Xántus János levelező tagról Mocsáry Sándor levelező tagtól, 28 oldal
- 9.10. 1899.:  Emlékbeszéd Hazslinszky Frigyes rendes tagról Mágócsy-Dietz Sándor levelező tagtól, 29 oldal
- 9.11. 1899.:  Emlékbeszéd Finály Henrik levelező tagról Márki Sándor levelező tagtól, 68 oldal
- 9.12. 1899.:  Emlékbeszéd Török József és Antal Géza akadémiai tagokról Hőgyes Endre rendes tagtól, 33 oldal

- 10.1. 1899.:  Emlékbeszéd Spencer Wells(wd) külső tag fölött Duka Tivadar levelező tagtól, 18 oldal
- 10.2. 1899.:  Emlékbeszéd Szathmáry György levelező tag fölött Zsilinszky Mihály rendes tagtól, 31 oldal
- 10.3. 1899.:  Emlékbeszéd Gladstone W. E. akadémiai tagról György Endre levelező tagtól, 30 oldal
- 10.4. 1900.:  Emlékbeszéd Ábel Jenő levelező tagról Hegedüs István levelező tagtól, 27 oldal
- 10.5. 1900.:  Emlékbeszéd Horvát Boldizsár tiszteleti tagról Tóth Lőrincz rendes tagtól, 43 oldal
- 10.6. 1900.:  Emlékbeszéd Nagy Iván rendes tag felett Márki Sándor levelező tagtól, 23 oldal
- 10.7. 1900.:  Emlékbeszéd Mihalkovics Géza rendes tag felett Thanhoffer Lajos rendes tagtól, 24 oldal
- 10.8. 1901.:  Emlékbeszéd Pasteur Lajos külső tag felett Hőgyes Endre rendes tagtól, 56 oldal
- 10.9. 1901.:  Emlékbeszéd Capasso Bertalan(wd) külső tag felett Óváry Lipót levelező tagtól, 11 oldal
- 10.10. 1901.:  Emlékbeszéd Jurányi Lajos rendes tag felett Mágócsy-Dietz Sándor levelező tagtól, 32 oldal
- 10.11. 1901.:  Emlékbeszéd Bunsen Róbert külső tag felett Than Károly rendes tagtól, 33 oldal
- 10.12. 1901.:  Emlékbeszéd Gróf Andrássy Manó levelező tag felett Báró Radvánszky Béla igazgatósági és tiszteleti tagtól, 15 oldal

- 11.1. 1901.:  Emlékbeszéd Domanovszky Endre levelező tag felett Alexander Bernát levelező tagtól, 19 oldal
- 11.2. 1901.:  Emlékbeszéd Hauer Ferencz(wd) külső tag felett Böckh János levelező tagtól, 57 oldal
- 11.3. 1902.:  Emlékbeszéd Télfy Iván levelező tag felett Pecz Vilmos levelező tagtól, 43 oldal
- 11.4. 1902.:  Emlékbeszéd Szilágyi Sándor rendes tag felett Fraknói Vilmos rendes tagtól, 106 oldal
- 11.5. 1902.:  Emlékbeszéd Laufenauer Károly levelező tag felett Kétly Károly levelező tagtól, 14 oldal
- 11.6. 1902.:  Emlékbeszéd Arneth Alfréd(wd) külső tag felett Károlyi Árpád rendes tagtól, 18 oldal
- 11.7. 1903.:  Emlékbeszéd Hollósy Jusztinián levelező tag felett Fehér Ipoly tiszteleti tagtól, 19 oldal
- 11.8. 1903.:  Emlékbeszéd Jekelfalussy József rendes tag felett Vargha Gyula levelező tagtól, 19 oldal
- 11.9. 1903.:  Emlékbeszéd Fodor József rendes tag felett Hőgyes Endre rendes tagtól, 62 oldal
- 11.10. 1903.:  Emlékbeszéd Horvát Árpád levelező tag fölött Károlyi Árpád rendes tagtól, 17 oldal
- 11.11. 1903.:  Emlékbeszéd Halász Ignácz levelező tag fölött Szilasi Móricz levelező tagtól, 19 oldal
- 11.12. 1903.:  Tóth Lőrincz emlékezete Vécsey Tamás rendes tagtól, 35 oldal

- 12.1. 1903.:  Taine Hippolyte emlékezete Alexander Bernát levelező tagtól, 36 oldal
- 12.2. 1904.:  Heller Ágost emlékezete Fröhlich Izidor rendes tagtól, 35 oldal
- 12.3. 1904.:  Kerékgyártó Alajos Árpád emlékezete Békefi Remig levelező tagtól, 23 oldal
- 12.4. 1904.:  Plósz Pál emlékezete Lengyel Béla rendes tagtól, 13 oldal
- 12.5. 1904.:  Bethlenfalvi Balássy Ferencz emlékezete Szentkláray Jenő levelező tagtól, 40 oldal
- 12.6. 1904.:  Kondor Gusztáv levelező tag emlékezete Kövesligethy Radó levelező tagtól, 23 oldal
- 12.7. 1904.:  Emlékbeszéd Krones Ferencz külső tag felett Wertheimer Ede levelező tagtól, 13 oldal
- 12.8. 1904.:  Emlékbeszéd Bertrand Sándor(wd) külső tag fölött Wosinsky Mór levelező tagtól, 18 oldal
- 12.9. 1905.:  Emlékbeszéd Torma Károly rendes tag fölött Téglás Gábor levelező tagtól, 32 oldal
- 12.10. 1905.:  Emlékbeszéd Czobor Béla rendes tag fölött Békefi Remig levelező tagtól, 34 oldal
- 12.11. 1905.:  Emlékbeszéd Ráth Zoltán levelező tag fölött Vargha Gyula levelező tagtól, 27 oldal

- 13.1. 1906.:  Emlékbeszéd Mátyás Flórián rendes tag fölött Békefi Remig levelező tagtól, 22 oldal
- 13.2. 1906.:  Emlékbeszéd Pulszky Ágost levelező tag fölött Concha Győző rendes tagtól, 38 oldal
- 13.3. 1906.:  Emlékbeszéd Staub Móricz levelező tag fölött Mágocsy-Dietz Sándor levelező tagtól, 44 oldal
- 13.4. 1907.:  Emlékbeszéd Gróf Kuun Géza tiszteleti és igazgatósági tag fölött Goldziher Ignácz rendes tagtól, 33 oldal
- 13.5. 1907.:  Emlékbeszéd Br. Radvánszky Béla tiszteleti és igazgatósági tag fölött Zsilinszky Mihály rendes tagtól, 32 oldal
- 13.6. 1907.:  Emlékbeszéd Fayer László levelező tag felett Balogh Jenő levelező tag, 56 oldal
- 13.7. 1908.:  Emlékbeszéd Hoffman Pál rendes tag fölött Vécsey Tamás rendes tagtól, 15 oldal
- 13.8. 1908.:  Emlékbeszéd Wosinsky Mór levelező tag fölött Ortvay Tivadar rendes tagtól, 40 oldal
- 13.9. 1908.:  Emlékbeszéd Reclus Elisée fölött Lóczy Lajos rendes tagtól, 12 oldal
- 13.10. 1908.:  Emlékbeszéd Csaplár Benedek levelező tag fölött Ortvay Tivadar rendes tagtól, 54 oldal
- 13.11. 1908.:  Emlékbeszéd Schmidt Sándor levelező tag felett Schafarzik Ferencz levelező tagtól, 21 oldal
- 13.12. 1908.:  Emlékbeszéd Hegedüs Sándor rendes tag fölött Nagy Ferencz rendes tagtól, 27 oldal

- 14.1. 1908.:  Emlékbeszéd Bubics Zsigmond tiszteleti tag fölött Ortvay Tivadar rendes tagtól, 45+1 oldal
- 14.2. 1909.:  Emlékbeszéd Sir William Thomson, Lord Kelvin külső tag fölött Frölich Izidor rendes tagtól, 44+1 oldal
- 14.3. 1909.:  Emlékbeszéd Falk Miksa levelező tag felett Gaal Jenő rendes tagtól, 19 oldal
- 14.4. 1909.:  Emlékbeszéd Vadnai Károly rendes tag felett Berczik Árpád rendes tagtól, 11 oldalo
- 14.5. 1909.:  Emlékbeszéd Széchy Károly levelező tag felett Dr. Dézsi Lajostól 22 oldal
- 14.6. 1909.:  Boissier Gaston külső tag emlékezete Csengeri János levelező tagtól, 26 oldal
- 14.7. 1909.:  Adrien C. Barbier De Meynard és Michael Jan de Goeje(wd) külső tagok emlékezete Goldziher Ignác rendes tagtól. 17 oldal
- 14.8. 1909.:  Brusa Emil(wd) külső tag emlékezete Balogh Jenő levelező tagtól, 29+2 oldal
- 14.9. 1909.:  Emlékbeszéd Hőgyes Endre rendes tag felett Tangl Ferencz levelező tagtól, 22 oldal
- 14.10. 1910.:  Emlékbeszéd Kisfaludi Lipthay Sándor rendes tag emlékezete Kherndl Antal rendes tagtól, 11 oldal
- 14.11. 1910.:  Emlékbeszéd Schenek István levelező tag felett Kosutány Tamás levelező tagtól, 15 oldal
- 14.12. 1910.:  Emlékbeszéd Kőváry László levelező tag felett Márki Sándor levelező tagtól, 48 oldal

- 15.1. 1910.:  Emlékbeszéd Moissan Henrik külső tag felett Lengyel Béla rendes tagtól, 12 oldal
- 15.2. 1910.:  Emlékbeszéd Krumbacher Károly külső tag felett Pecz Vilmos rendes tagtól, 26 oldal
- 15.3. 1910.:  Emlékbeszéd Herényi Gothard Jenő levelező tag felett Dr. Konkoly Thege Miklós tiszteleti tagtól, 8 oldal
- 15.4. 1911.:  Emlékbeszéd Knauz Nándor tiszteleti tag felett Kollányi Ferencz levelező tagtól, 111 oldal
- 15.5. 1911.:  Kautz Gyula igazgatósági és rendes tag emlékezete. Felolvasta Földes Béla rendes tag, 52+2 oldal
- 15.6. 1911.:  Emlékbeszéd Malagola Károly(wd) külső tag felett Óváry Lipót levelező tagtól, 6 oldal
- 15.7. 1911.:  Emlékbeszéd Misteli Ferencz(wd) külső tagról Simonyi Zsigmond rendes tagtól, 20 oldal
- 15.8. 1912.:  Emlékbeszéd Szarvas Gábor rendes tag felett Simonyi Zsigmond rendes tagtól, 20 oldal
- 15.9. 1912.:  Emlékbeszéd Huber Alfonz külső tag felett Károlyi Árpád rendes tagtól, 24 oldal
- 15.10. 1912.:  Emlékbeszéd Bartal Antal rendes tag fölött Gyomlay Gyula levelező tagtól, 43 oldal
- 15.11. 1912.:  Emlékbeszéd Hunfalvy Pál rendes és igazgatósági tag fölött Munkácsi Bernát rendes tagtól, [ 120 oldal]
- 15.12. 1912.:  Emlékbeszéd Katona Lajos levelező tag fölött Császár Elemér levelező tagtól, 27 oldal

- 16.1. 1912.:  Than Károly másodelnök emlékezete Ilosvay Lajos rendes tagtól, 31 oldal
- 16.2. 1912.:  Emlékbeszéd Zeller Eduard(wd) külső tag fölött Hornyánszky Gyula levelező tag, 77+1 oldal
- 16.3. 1912.:  Emlékbeszéd Berthelot Marcelin külső tag fölött Ilosvay Lajos rendes tagtól, 21 oldal
- 16.4. 1913.:  Emlékbeszéd Pauler Gyula rendes tag fölött Károlyi Árpád rendes tagtól, 20 oldal
- 16.5. 1913.:  Emlékbeszéd Pór Antal rendes tag fölött Dr Karácsonyi János rendes tagtól, 16 oldal
- 16.6. 1913.:  Emlékbeszéd Báró Eötvös József, a költő emlékezete Kozma Andor levelező tagtól, 18 oldal
- 16.7. 1913.:  Emlékbeszéd Hampel József rendes tag fölött Ortvay Tivadar rendes tagtól, 51 oldal
- 16.8. 1913.:  Osthoff Hermann külső tag emlékezete Schmidt József levelező tagtól, 23 oldal
- 16.9. 1913.:  Duka Tivadar emlékezete Stein Aurél külső tagtól, 33 oldal
- 16.10. 1914.:  Báró Podmaniczky Frigyes levelező tag emlékezete Berczik Árpád rendes tagtól 14 oldal
- 16.11. 1914.:  Szalay László emlékezete születése 100. évfordulója alkalmából. Angyal Dávid levelező tagtól, 73 oldal
- 16.12. 1914.:  Böckh János levelező tag emlékezete Schafarzik Ferencz levelező tagtól, 40 oldal
- 16.13. 1914.:  Borovszky Samu emlékezete Karácsonyi János rendes tagtól, 16 oldal
- 16.14. 1914.:  Pulszky Ferencz százados emlékünnepe Berzeviczy Albert tiszteleti, Marczali Henrik és Nagy Géza levelező tagoktól 86 oldal

- 17.1. 1914.:  Fabriczy Kornél tiszteleti tag emlékezete Berzeviczy Albert tiszteleti tagtól, 41 oldal
- 17.2. 1914.:  Báró Korányi Frigyes levelező tag emlékezete Jendrássik Ernő levelező tagtól, 17 oldal
- 17.3. 1914.:  Kőnig Gyula rendes tag emlékezete Rados Gusztáv rendes tagtól, 30 oldal
- 17.4. 1915.:  Tormay Béla levelező tag emlékezete Rátz István levelező tagtól, 31 oldal
- 17.5. 1915.:  Vályi Gyula levelező tag emlékezete Réthy Mór rendes tagtól, 24 oldal
- 17.6. 1915.:  Vámbéry Ármin tiszteleti tag emlékezete Goldziher Ignácz rendes tagtól, 18 oldal[ [https://adt.arcanum.com/hu/view/EMLEKBESZ_017_1914_1920/?pg=180&layout=s
- 17.7. 1916.:  Rónai Horváth Jenő tiszteleti tag emlékezete Dr Szendrei János levelező tagtól, 11 oldal
- 17.8. 1916.:  Hajnik Imre rendes tag emlékezete Kováts Gyula levelező tagtól. 15 oldal
- 17.9. 1916.:  Baksay Sándor tiszteleti tag emlékezete Kozma Andor levelező tagtól, 13 oldal
- 17.10. 1916.:  Jalava Antal külső tag emlékezete Szinnyei József rendes tagtól 16 oldal
- 17.11. 1916.:  Bunyitay Vincze levelező tag emlékezete Karácsonyi János rendes tagtól, 15 oldal
- 17.12. 1916.:  Engel Ernő(wd) külső tag emlékezete Földes Béla rendes tagtól, 22 oldal
- 17.13. 1917.:  Lengyel Béla rendes tag emlékezete Ilosvay Lajos rendes tagtól, 29 oldal
- 17.14. 1917.:  Trefort Ágoston emlékezete születésének 100-ik évfordulója alkalmából Berzeviczy Albert elnöktől, 21 oldal
- 17.15. 1917.:  Schvarcz Gyula rendes tag emlékezete Hornyánszky Gyula levelező tagtól, 77+2 oldal
- 17.16. 1917.:  Medveczky Frigyes rendes tag emlékezete Pauler Ákos levelező tagtól, 14 oldal
- 17.17. 1918.:  Csoma József levelező tag emlékezete Áldásy Antal levelező tagtól, 27 oldal
- 17.18. 1918.:  Tompa Mihály emlékezete születésének századik fordulóján Váczy János levelező tagtól, 27 oldal
- 17.19. 1918.:  Rátz István levelező tag emlékezete Hutÿra Ferencz levelező tagtól, 34 oldal
- 17.20. 1918.:  Kitaibel Pál emlékezete Tuzson János levelező tagtól, 64 oldal
- 17.21. 1920.:  Bezerédj Pál tiszteleti tag emlékezete Gaal Jenő rendes tagtól, 28 oldal

- 18.1. 1921.:  Berczik Árpád emlékezete Kozma Andor tiszteleti tagtól, 13 oldal
- 18.2. 1921.:  Lamprecht Károly külső tag emlékezete Áldásy Antal levelező tagtól, 22 oldal
- 18.3. 1922.:  Endrődi Sándor levelező tag emlékezete. Írta Badics Ferenc rendes tag, 34 oldal
- 18.4. 1922.:  Vécsey Tamás tiszteleti tag emlékezete. Írta Nagy Ferenc rendes tag, 16 oldal
- 18.5. 1922.:  Déchy Mór levelező tag emlékezete Schafarzik Ferencz rendes tagtól, 16 oldal
- 18.6. 1922.:  Ortvay Tivadar rendes tag emlékezete Szentkláray Jenő levelező tagtól, 55 oldal
- 18.7. 1922.:  Jendrassik Ernő rendes tag emlékezete Schaffer Károly levelező tagtól, 21 oldal
- 18.8. 1923.:  Gróf Széchenyi Béla emlékezete Lóczy Lajos tiszteleti tagtól, 30 oldal
- 18.9. 1923.:  Pasquale Villari(wd) külső tag emlékezte Berzeviczy Albert igazgatósági és tiszteleti tag elnöktől, 16 oldal
- 18.10. 1923.:  Paul Hermann(wd) külső tag emlékezete. Írta Petz Gedeon rendes tag, 40 oldal
- 18.11. 1923.:  Lord Lister emlékezete. Írta Hutÿra Ferenc rendes tag, 22 oldal
- 18.12. 1923.:  Lörenthey Imre levelező tag emlékezete Pálfy Móric levelező tagtól, 15 oldal
- 18.13. 1923.:  Kozma Ferenc levelező tag emlékezete Márki Sándor rendes tagtól, 10 oldal
- 18.14. 1924.:  Fejérpataky László rendes tag osztálytitkár emlékezete. Írta Áldásy Antal levelező tag, 23 oldal
- 18.15. 1924.:  Tangl Ferenc rendes tag emlékezete. Írta Preisz Hugó rendes tag, 14 oldal
- 18.16. 1924.:  Inkey Béla levelező tag emlékezete. Írta Pálfy Móricz levelező tag, 14 oldal
- 18.17. 1924.:  Bőhm Károly rendes tag emlékezete. Írta Pauler Ákos rendes tag, 11 oldal
- 18.18. 1925.:  Pecz Vilmos rendes tag emlékezete. Írta Darkó Jenő levelező tag, 26 oldal

- 19.1. 1925.:  Gróf Zichy Géza tiszteleti tag emlékezete. Írta Kozma Andor tiszteleti tag, 25 oldal
- 19.2. 1925.:  Dr. Semsey Andor tiszteleti tag emlékezete. Írta Ilosvay Lajos rendes tag, 24 oldal
- 19.3. 1925.:  Bodio Lajos(wd) külső tag emlékezete. Írta Földes Béla rendes tag, 14 oldal
- 19.4. 1925.:  Daday Jenő rendes tag emlékezete. Írta Entz Géza levelező tag, 31 oldal
- 19.5. 1925.:  Genersich Antal rendes tag emlékezete. Írta Buday Kálmán levelező tag, 34 oldal
- 19.6. 1925.:  Schulek Frigyes tiszteleti tag emlékezete. Írta B. Forster Gyula tiszteleti tag, 41 oldal
- 19.7. 1926.:  Bayer József rendes tag emlékezete. Írta Császár Elemér rendes tag, 57 oldal
- 19.8. 1926.:  Bódiss Jusztin János levelező tag emlékezete. Írta Csengery János rendes tag, 17 oldal
- 19.9. 1926.:  Binding Károly(wd) külső tag emlékezete. Írta Finkey Ferenc levelező tag, 31 oldal
- 19.10. 1926.:  Szentkláray Jenő levelező tag emlékezete. Írta Karácsonyi János rendes tag, 14 oldal
- 19.11. 1926.:  Matlekovits Sándor rendes tag emlékezete. Írta Gaal Jenő rendes tag, 26 oldal
- 19.12. 1926.:  Dr. Kosutány Tamás levelező tag emlékezete. Írta ’Sigmond Elek rendes tag, 33 oldal
- 19.13. 1926.:  Bánki Donát levelező tag emlékezete. Írta Rejtő Sándor rendes tag, 8 oldal
- 19.14. 1927.:  Szinnyei József levelező tag emlékezete. Írta Pintér Jenő levelező tag, 20 oldal
- 19.15. 1927.:  Klein Félix külső tag emlékezete. Írta Rados Gusztáv rendes tag, 20 oldal
- 19.16. 1927.:  Posch Jenő levelező tag emlékezete. Írta Kornis Gyula levelező tag, 14 oldal

- 20.1. 1927.:  Plósz Sándor igazgatósági és tiszteleti tag emlékezete. Írta Magyary Géza rendes tag, 11 oldal
- 20.2. 1927.:  Fraknói Vilmos igazgatósági és tiszteleti tag emlékezete. Írta Berzeviczy Albert igazgatósági és tiszteleti tag, elnök, 45 oldal
- 20.3. 1927.:  Gróf Apponyi Sándor igazgatósági és tiszteleti tag emlékezete. Írta Dézsi Lajos rendes tag, 24 oldal
- 20.4. 1927.:  Moravcsik Ernő Emil levelező tag emlékezete. Írta Schaffer Károly rendes tag, 14 oldal
- 20.5. 1928.:  Farkas Lajos levelező tag emlékezete. Írta Kolosváry Bálint levelező tag, 16 oldal
- 20.6. 1928.:  Mikszáth Kálmán tiszteleti tag emlékezete. Írta Herczeg Ferenc igazgatósági és tiszteleti tag, 21 oldal
- 20.7. 1928.:  Riedl Frigyes levelező tag emlékezete. Írta Horváth János levelező tag, 30 oldal
- 20.8. 1928.:  Koch Antal rendes tag emlékezete. Írta Pálfy Móric levelező tag, 40 oldal
- 20.9. 1928.:  Id. Lóczy Lajos tiszteleti tag emlékezete. Írta Vendl Aladár levelező tag, 43 oldal
- 20.10. 1929.:  Váczy János levelező tag emlékezete. Írta Pintér Jenő rendes tag, 13 oldal
- 20.11. 1929.:  Kolosváry Sándor levelező tag emlékezete. Írta Illés József levelező tag, 15 oldal
- 20.12. 1929.:  György Endre rendes tag emlékezete. Írta Bernát István rendes tag, 36 oldal
- 20.13. 1929.:  Báró Pastor Lajos(wd) külső tag emlékezete. Írta Áldásy Antal rendes tag, 22 oldal
- 20.14. 1929.:  Edvi Illés Károly levelező tag emlékezete. Írta Angyal Pál levelező tag, 34 oldal
- 20.15. 1930.:  Id. Entz Géza igazgatósági és rendes tag emlékezete. Írta Horváth Géza rendes tag, 35 oldal
- 20.16. 1930.:  Ferenczi Zoltán rendes tag emlékezete. Írta Császár Elemér rendes tag, 40 oldal
- 20.17. 1930.:  Wartha Vince rendes tag emlékezete. Írta Ilosvay Lajos igazgatósági és tiszteleti tag, 39 oldal
- 20.18. 1930.:  Bury Bagnell János(wd) külső tag emlékezete. Írta Darkó Jenő levelező tag, 35 oldal
- 20.19. 1930.:  Franzenau Ágoston levelező tag emlékezete. Írta Zimányi Károly rendes tag, 17 oldal

- 21.1. 1930.:  Ifj. Gróf Andrássy Gyula igazgatósági és rendes tag emlékezete Gróf Apponyi Albert igazgatósági és tiszteleti tagtól, 17 oldal
- 21.2. 1930.:  Rákosi Jenő igazgatósági és tiszteleti tag emlékezete. Írta Hegedüs Lóránt levelező tag, 19 oldal
- 21.3. 1931.:  Nagy Gyula levelező tag emlékezete. Írta Hóman Bálint rendes tag, 20 oldal
- 21.4. 1931.:  Sayous Ede külső tag emlékezete. Írta Nagy Miklós levelező tag, 40 oldal
- 21.5. 1931.:  Darányi Ignác tiszteleti tag emlékezete. Írta Bernát István rendes tag, 49 oldal
- 21.6. 1931.:  Bánóczi József levelező tag emlékezete. Írta Zlinszky Aladár levelező tag, 43 oldal
- 21.7. 1931.:  Óvári Kelemen levelező tag emlékezete. Írta Kolosváry Bálint levelező tag, 20 oldal
- 21.8. 1932.:  Istvánffi Gyula rendes tag emlékezete. Írta Mágocsy-Dietz Sándor rendes tag, 19 oldal
- 21.9. 1932.:  Lechner Károly levelező tag emlékezete. Írta Buday Kálmán rendes tag, 38 oldal
- 21.10. 1932.:  Vargha Gyula tiszteleti tag, másodelnök emlékezete. Írta Horváth János rendes tag, 40 oldal
- 21.11. 1932.:  I. Albert monacoi fejedelem külső tag emlékezete. Írta Entz Géza levelező tag, 18 oldal
- 21.12. 1932.:  Hegedüs István rendes tag emlékezete. Írta Huszti József levelező tag, 27 oldal
- 21.13. 1932.:  Kandó Kálmán levelező tag emlékezete. Írta Zelovich Kornél rendes tag, 42 oldal
- 21.14. 1933.:  Pálfy Móric levelező tag emlékezete. Írta Vendl Aladár rendes tag, 34 oldal
- 21.15. 1933.:  Farkas Gyula rendes tag emlékezete. Írta Ortvay Rudolf levelező tag, 41 oldal
- 21.16. 1933.:  Willamowittz-Moellendorf Ulrik(wd) báró emlékezete. Írta Förster Aurél levelező tag, 15 oldal
- 21.17. 1933.:  Pasteiner Gyula emlékezete. Írta Gerevich Tibor levelező tag, 34 oldal
- 21.18. 1933.:  Krenner József emlékezete. Írta Mauritz Béla rendes tag, 27 oldal
- 21.19. 1933.:  Emlékezés Vadnay Károly rendes tagra születése 100-ik s halála 30-ik évében. Írta Badics Ferenc tiszteleti tag, 27 oldal
- 21.20. 1933.:  Magyary Géza rendes tag emlékezete. Írta Vinkler János levelező tag, 45 oldal
- 21.21. 1933.:  Id. Szily Kálmán emlékezete. Ilosvay Lajos igazgatósági és tiszteleti tag: Emlékbeszéd id. Szily Kálmánról; Tolnai Vilmos levelező tag: Id. Szily Kálmán mint nyelvtudós, 51 oldal
- 21.22. 1934.:  Nagy Ferenc rendes tag emlékezete. Írta Kuncz Ödön levelező tag, 36 oldal
- 21.23. 1934.: Böckh Hugó levelező tag emlékezete. Írta Vendl Aladár rendes tag, 35 oldal

- 22.1. 1934.:  Szabolcska Mihály emlékezete. Írta Császár Elemér rendes tag, 73 oldal
- 22.2. 1934.:  Szászi Szászy Béla emlékezete. Írta Kolosváry Bálint levelező tag, 19 oldal
- 22.3. 1934.:  Thúry József levelező tag emlékezete. Írta Németh Gyula levelező tag, 25 oldal
- 22.4. 1934.:  Kunz Jenő levelező tag emlékezete. Írta Vitéz Moór Gyula levelező tag, 19 oldal
- 22.5. 1934.:  Gróf Apponyi Albert emlékezete. Írta Gróf Bethlen István tiszteleti tag, 33 oldal
- 22.6. 1934.:  Balló Mátyás levelező tag emlékezete. Írta Konek Frigyes levelező tag, 16 oldal
- 22.7. 1934.:  Kürschák József emlékezete. Írta Rados Gusztáv rendes tag, 18 oldal
- 22.8. 1934.:  Brentano Lujo(wd) emlékezete. Írta Földes Béla tiszteleti tag, 32 oldal
- 22.9. 1935.:  Jánosi Béla emlékezete. Írta Kéky Lajos levelező tag, 31 oldal
- 22.10. 1935.:  Concha Győző igazgatósági és tiszteleti tag emlékezete. Berzeviczy Albert igazgatósági és tiszteleti tag megnyitó beszéde. Ereky István rendes tag: Emlékbeszéd Concha Győző igazgatósági és tiszteleti tagról. Hegedüs Lóránt igazgatósági és tiszteleti tag: Concha Győző politikája. 97 oldal
- 22.11. 1935.:  Békefi Remig rendes tag emlékezete. Írta Domanovszky Sándor rendes tag, 18 oldal
- 22.12. 1935.:  Buday László emlékezete. Írta Kovács Alajos levelező tag, 22 oldal
- 22.13. 1935.:  Schafarzik Ferenc rendes tag emlékezete. Írta Rozlozsnik Pál levelező tag, 31 oldal
- 22.14. 1936.:  Klein Gyula rendes tag emlékezete. Írta Mágócsy-Dietz Sándor rendes tag, 19 oldal
- 22.15. 1936.:  Fröhlich Izidor igazgatósági és rendes tag emlékezete. Írta Rybár István rendes tag, 19 oldal
- 22.16. 1937.:  Takáts Sándor rendes tag emlékezete. Írta Nagy Miklós levelező tag, 115 oldal

- 23.1. 1937.:  Thallóczy Lajos emlékezete. Írta Károlyi Árpád levelező tag, 20 oldal
- 23.2. 1937.:  Fekete Lajos levelező tag emlékezete. Írta Mágócsy-Dietz Sándor rendes tag, 24 oldal
- 23.3. 1937.:  Négyesy László emlékezete. Írta Kéky Lajos levelező tag, 40 oldal
- 23.4. 1938.:  A Magyar statisztika nagy korszakának akadémikus képviselői. (Megemlékezés Kőrösy Józsefről, Vizaknai Antalról, báró Láng Lajosról, és Vargha Gyuláról.) Írta Laky Dezső levelező tag, 20 oldal
- 23.5. 1938.:  Berzeviczy Albert emlékezete. Írta Balogh Jenő igazgatósági és tiszteleti tag, 91 oldal
- 23.6. 1939.:  Haraszti Gyula emlékezete. Írta Angyal Dávid tiszteleti tag, 31 oldal
- 23.7. 1940.:  Popovics Sándor emlékezete. Írta Hegedüs Loránt igazgatósági és tiszteleti tag, 32 oldal
- 23.8. 1940.:  Zelovich Kornél rendes tag emlékezete. Írta Rohringer Sándor levelező tag, 21 oldal
- 23.9. 1940.:  Márki Sándor rendes tag emlékezete (1853–1925). Írta Lukinich Imre igazgatósági és rendes tag, 15 oldal
- 23.10. 1941.:  Három magyar közjogász. Nagy Ernő, Ferdinandy Gejza, Réz Mihály. Írta Polner Ödön rendes tag, 50 oldal
- 23.11. 1942.:  Lenhossék Mihály igazgatósági és tiszteleti tag, másodelnök emlékezete. Írta Zimmermann Ágoston tiszteleti tag, 51 oldal
- 23.12. 1943.:  Károlyi Árpád emlékezete (1853–1940). Írta Angyal Dávid, 81 oldal

- 24.1. 1943.:  Gávai Gaal Jenő igazgatósági és rendes tag emlékezete. Írta Heller Farkas rendes tag, 23 oldal
- 24.2. 1943.:  Gróf Klebelsberg Kunó igazgatósági és tiszteleti tag emlékezete. Írta Szily Kálmán levelező tag, 50 oldal
- 24.3. 1943.:  Degen Árpád rendes tag emlékezete. Írta Jávorka Sándor rendes tag, 21 oldal
- 24.4. 1943.:  Konkoly Thege Miklós tiszteleti tag emlékezete. Írta Steiner Lajos levelező tag, 51 oldal
- 24.5. 1944.:  Keveházi Kováts Gyula rendes tag emlékezete. Írta Szladits Károly levelező tag, 21 oldal
- 24.6. 1944.:  Hutÿra Ferenc tiszteleti tag emlékezete. Írta Manninger Rezső rendes tag, 24 oldal
- 24.7. 1944.:  Karácsonyi János rendes tag és Sörös Pongrác levelező tag emlékezete. Írta Erdélyi László levelező tag, 25 oldal
- 24.8. 1944.:  Dr. Horváth Géza tiszteleti tag emlékezete (1847–1937). Írta Csiki Ernő levelező tag, 48 oldal
- 24.9. 1947.:  Marczali Henrik levelező tag emlékezete. Írta Tóth Zoltán rendes tag, 30 oldal